# کرنل پواسون
در نظریه پتانسیل کرنل پواسون یک کرنل انتگرالی است که برای حل معادله لاپلاس در دو بعد با شرط مرزی دیریکله روی یک دیسک واحد مورد استفاده قرار می‌گیرد. از این کرنل می‌توان به عنوان مشتق، تابع گرین روی معادله لاپلاس استنباط کرد.
کرنل پواسون عموماً در نظریه کنترل و مسائل الکتروستاتیک دو بعدی کاربرد دارد. در عمل می‌توان مفهوم کرنل پواسون را به n-بعد تعمیم داد.

## کرنل‌های پواسون دو بعدی

### روی دیسک واحد
روی صفحه مختلط کرنل پواسون به صورت زیر داده شده‌است.
{\displaystyle P_{r}(\theta )=\sum _{n=-\infty }^{\infty }r^{|n|}e^{in\theta }={\frac {1-r^{2}}{1-2r\cos \theta +r^{2}}}=\operatorname {Re} \left({\frac {1+re^{i\theta }}{1-re^{i\theta }}}\right),\ \ \ 0\leq r<1.}